# Marsal (Mozela)
Marsal – miejscowość i gmina we Francji, w regionie Grand Est, w departamencie Mozela.
Według danych na rok 1990 gminę zamieszkiwały 284 osoby, a gęstość zaludnienia wynosiła 26 osób/km² (wśród 2335 gmin Lotaryngii Marsal plasuje się na 765. miejscu pod względem liczby ludności, natomiast pod względem powierzchni na miejscu 540.).